# Тульський камерний драматичний театр

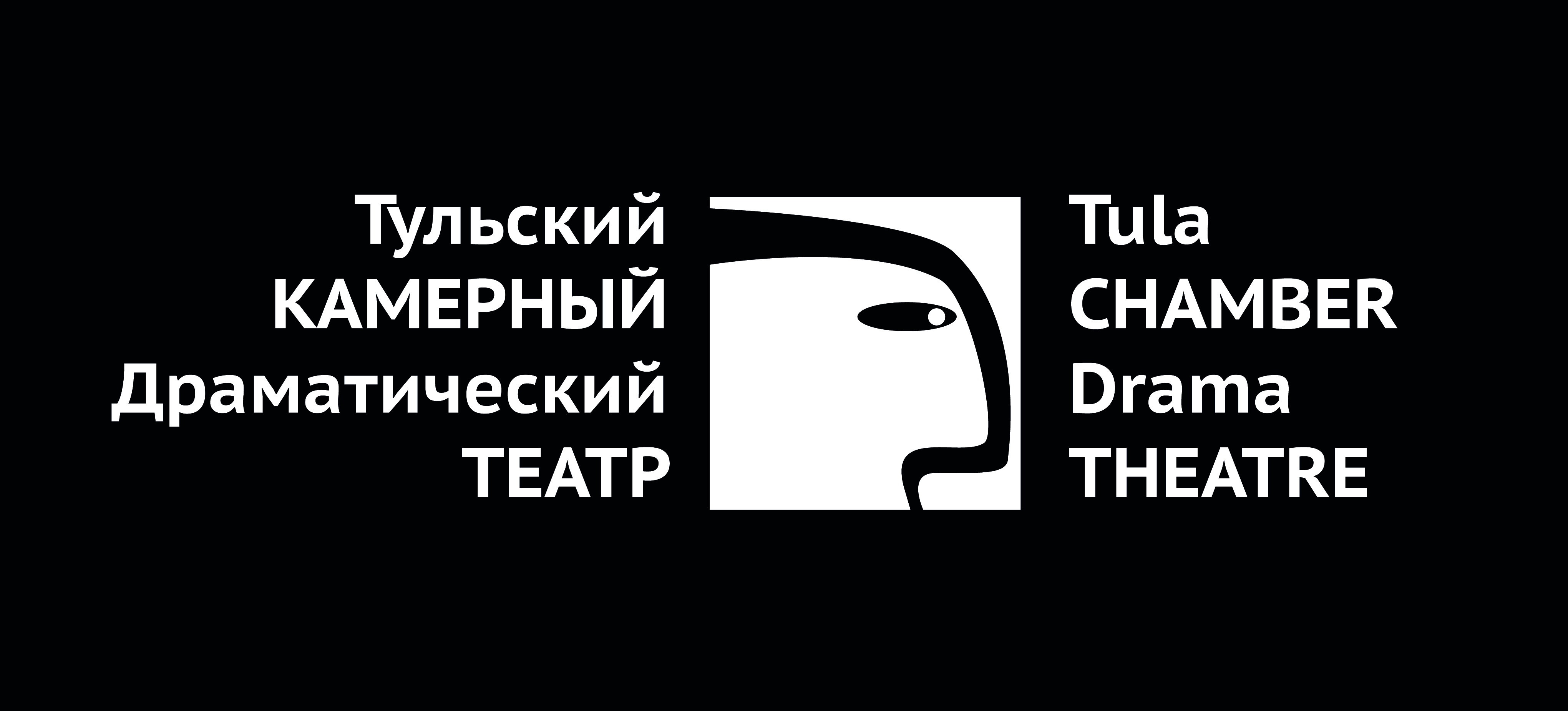
Камерний драматичний театр м. Тула

Тульський Камерний Драматичний театр — театр у Тулі. Створено в березні 2005 року, командою однодумців: режисером і актором Олексієм Басовим, актрисою Оленою Басовою і художником Тетяною Матус. Незважаючи на офіційне відкриття тільки в 2005 році, театр веде свою історію з 1999 року. 10 грудня 1999 року відбулася прем'єра вистави «Скляний звіринець» на сцені Тульського Театру Ляльок. 
До 2005 року у театру не було свого приміщення, із-за чого доводилося перебиратися з місця на місце. З 2000 по 2003 рік театр розмістився в ДК «Машзавод». До 2004 року, театр розташовувався в підвалі на вулиці Луначарського. У той період театр грав тільки на виїзних майданчиках. З 2004 по 2005 рік КДТ можна було знайти в приміщенні Будинку офіцерів. 
І нарешті у 2005 році театр був зареєстрований як УККДТ (Установа Культури Камерний Драматичний театр), і за підтримки Департаменту Культури Тульської області, а також за участю Тульського обласного Коледжу Культури, театр придбав стаціонарне приміщення за адресою вул. Дзержинського, 8.

## Вистави
"Москва - Петушки" В.Єрофєєв, режисер - Олексій Басов
"Фрекен Жюлі", А. Стріндберг. Драма на 1 дію. Прем'єра: 30 травня 2013 р.
"П'ять вечорів", А. Володін. Прем'єра: 26 жовтня 2012 р.
"Готель двох світів", Е.-Е. Шмітт. Містична драма. Прем'єра: 26 травня 2011 р.
"Месьє Амількар платить!!!", Ів Жаміак. Трагікомедія. Прем'єра: 3 квітня 2008 р.

## Участь у фестивалях
2010 р., Санкт-Петербург: Міжрегіональний фестиваль недержавних театрів і театральних проектів «Різдвяний парад»
2013 р., Кишинів (Молдова): Міжнародний театральний фестиваль камерних театрів "Молдовафест.Рампа.ру" Лауреат фестивалю за виставу "Фрекен Жюлі" 
Режисер - Олексій Басов 